# Regeringen Rishi Sunak
Regeringen Rishi Sunak er Storbritanniens nuværende regering dannet 25. oktober 2022 med Rishi Sunak som premierminister. Regeringen blev indsat, som følge af daværende premierminister Liz Truss' fratrædelse den 20. oktober 2022. Sunak meldte den 23. oktober 2022, sit kandidatur endnu en gang til premierministerposten, efter tidligere at have forsøgt i september selvsamme år. Her blev han den 24. oktober 2022, efter at modkandidaten Penny Mordaunt havde trukket sig, udpeget til premierministerposten af Det Konservative Parti.
Regeringen består ligeledes af valgte medlemmer fra Parlamentsvalget i Storbritannien 2019, som en konservativ flertalsregering på 356 mandater.

## Ministre, der også møder i kabinettet
- Regeringens politiske ordfører i Underhuset, formand for det kongelige råd: Andrea Leadsom.